# Кетеринг (Охајо)
Кетеринг (енгл. Kettering) град је у америчкој савезној држави Охајо.

## Демографија
По попису из 2010. године број становника је 56.163, што је 1.339 (-2,3%) становника мање него 2000. године.
| Група             | 2000.          | 2010.          |
| Белци             | 54.338 (94,5%) | 51.191 (91,1%) |
| Афроамериканци    | 955 (1,7%)     | 1.840 (3,3%)   |
| Азијати           | 795 (1,4%)     | 752 (1,3%)     |
| Хиспаноамериканци | 640 (1,1%)     | 1.178 (2,1%)   |
| Укупно            | 57.502         | 56.163         |